# وولیت
وولّیت  (به انگلیسی: Whewellite) با فرمول شیمیایی Ca[C2O4].H2O از مجموعه کانی هاست و از نام طبیعی دان انگلستانی W.Whewell گرفته شده‌است. دراسیدهامحلول است - قابل ذوب CaO:۳۸٫۳۸٪  CO۲:۴۹٫۲۸٪  H2O:۱۲٫۳۴٪  برای اولین بار در چک اسلواکی کشف شد و از نظر شکل بلور: منشورهای کوتاه - طنابی شکل - ایزومتری، رنگ: سفید - متمایل به زرد، شفافیت: شفاف - نیمه شفاف، شکستگی: صدفی، جلا: شیشه‌ای - صدفی، رخ: بسیارخوب - مطابق با /۱۰۱/، سیستم تبلور: مونوکلینیک و در رده‌بندی مواد آلی است  و منشأ تشکیل آن ثانوی است.
همایند کانی‌شناسی (پارانژ) آن کلسیت - باریتین- نفت خام یا روغن است
، از نظر ژیزمان بلوری - آگرگاتهای دانه‌ای تقریباْ کمیاب است و بیشتر در آلمان شرقی، چک اسلواکی، رومانی، مجارستان، فرانسه، آمریکا و روسیه یافت می‌شود.

## منبع
- پردیس کشاورزی ایران